# Thyreoglobulineantistoffen
Thyreoglobulineantistoffen zijn antistoffen die voor kunnen komen bij auto-immuunschildklierziekten (hyperthyreoïdie en hypothyreoïdie). Ze zijn echter niet heel sensitief en specifiek. Deze bepaling voegt in de praktijk weinig toe aan de anti-TPO-bepaling. 
De bepaling op TG-antistoffen is vooral van belang bij de bepaling van thyreoglobuline. Als de TG-antistoffen aanwezig zijn, kan de thyreogobuline niet geïnterpreteerd worden.
TG-antistoffen kunnen bepaald worden in het klinisch chemisch laboratorium.